# Caproni Ca.97
Caproni Ca.97 – włoski samolot rozpoznawczy, powstały w drugiej połowie lat 20. XX wieku. Służył także jako pasażerski, transportowy oraz tzw. samolot kolonialny (według włoskiej terminologii lat 30. XX w.).
Ca.97 zapoczątkował w firmie Caproni serię samolotów, rozwijaną następnie przez kilka kolejnych lat, o konstrukcji: górnopłat o konstrukcji metalowej, przewidywany jako transportowy lub pasażerski. Samolot został zaprojektowany jako jednosilnikowy, aczkolwiek istniały także wersje trzysilnikowe. Układ trzysilnikowy był następnie powtarzany w późniejszych konstrukcjach firmy Caproni i innych włoskich samolotach bombowych i transportowych.
Cztery Ca.97 były używane we włoskich siłach powietrznych, część sprzedano na Węgry, gdzie służyły w latach 1932–1935. Jeden Ca.97, napędzany czechosłowackim silnikiem Walter Mars służył w latach 1931–1936 w czechosłowackich liniach lotniczych ČSA.
Rozwinięciem Ca.97 był Caproni Ca.101, który był większy i miał trzy silniki zamiast jednego, a także kolejne samoloty z serii: Caproni Ca.111, Caproni Ca.133 i Caproni Ca.148.

## Opis konstrukcji
Jednosilnikowy grzbietopłat o konstrukcji metalowej. Jeden silnik Bristol Jupiter o mocy 450 KM. Podwozie stałe.